# Кнежевски савјет (Монако)
Кнежевски савјет је савјетодавни орган у Монаку.
Састављен је од седам чланова који савјетују кнеза Монака о унутрашњим и спољним државним пословима. Кнез Монака именује предсједника Кнежевског савјета и три члана, док остала три члана бира Национални савјет.
Иако је Кнежевски савјет само савјетодавни одбор и нема законодавне власти, кнез Монака мора саслушати његово мишљење пре потписивања међународних уговора, распуштања Националног савјета и доношења извршних одлука.